# ۶۰۵ (میلادی)
۶۰۵ (میلادی) ششصد  و پنجمین سال تقویم میلادی است.

## زادگان
- حجر بن عدی
- فاطمه زهرا دختر پیامبر اسلام محمد.

## درگذشتگان
‎